# Bombenanschlag auf den Samjhauta Express
Bei dem Bombenanschlag auf den Samjhauta Express in der Nacht des 18. Februar 2007 starben 68 Menschen, ohne dass je ein Verantwortlicher für den Anschlag dingfest gemacht werden konnte.

## Ausgangslage
Das Verhältnis der beiden Staaten Indien und Pakistan ist seit deren Trennung nach Auflösung der Kolonie Britisch-Indien 1947 gespannt.

Der Samjhauta Express ist eine internationale Schnellzugverbindung, die zwei Mal wöchentlich die Städte Neu-Delhi (Indien) und Lahore (Pakistan) verbindet. Seit dem Ende der 1980er Jahre werden für jede Fahrt aus Sicherheitsgründen zwei Züge verwendet: Ein pakistanischer fährt zwischen Lahore und dem indischen Grenzbahnhof Attari – der eigentliche Samjhauta Express – und ein indischer zwischen Attari und Delhi, der offiziell die Bezeichnung Delhi–Attari- oder Attari–Delhi Express trägt, umgangssprachliche aber ebenfalls als Samjhauta Express bezeichnet wird und die Zugnummer 4001 trug. Der Anschlag betraf den ausschließlich in Indien verkehrenden Zug, den Attari–Delhi Express. 

## Geschehen
Um 23:49 Uhr explodierten in der Nähe des Dorfes Siva, zwischen den Bahnhöfen Diwana und Panipat, in zwei voll besetzten Großraumwagen der unteren Wagenklasse („Unreserved Coaches“), die zudem noch mit Gepäck vollgestopft waren, am Ende des Zuges mehrere Bomben, als der Zug mit etwa 100 km/h in den Bahnhof von Diwana im Bundesstaat Haryana, hineinfuhr, sich also auf indischem Gebiet bewegte. Die beiden Personenwagen gerieten sofort in Brand. Das Personal des Bahnhofs veranlasste den Halt des Zuges am nächst erreichbaren Signal. Die Situation wurde dadurch verschlimmert, dass die beiden betroffenen Wagen keine Übergänge zu benachbarten Wagen hatten, den Reisenden also jeder Fluchtweg abgeschnitten war.

## Folgen
68 Menschen starben, 12 wurden darüber hinaus verletzt. Die meisten Opfer waren pakistanische Staatsbürger. Darüber hinaus starben Mitglieder des indischen Zugpersonals und Bewachungskräfte. Bei der anschließenden Untersuchung wurden drei weitere Kofferbomben entdeckt, die nicht detoniert waren.
Es setzten sofort Spekulationen über die Urheber des Anschlags ein, ohne dass sich jemand dazu bekannte oder dass die Ermittlungen einen eindeutigen Aufschluss über den Hintergrund der Tat erbrachten. Eventuell stand er im Zusammenhang mit dem Besuch des pakistanischen Außenministers, Khurshid Mahmud Kasuri, am nächsten Tag in Neu-Delhi, der damit die Friedensgespräche zwischen den beiden Staaten wieder aufnahm.